# Telêmaco Frazão de Lima
Telêmaco Frazão de Lima foi um zagueiro, treinador e presidente do Grêmio. Entre 1941 e 1942, treinou o time do Vasco da Gama.
Como jogador foi zagueiro titular entre 1925 e 1929. Como treinador, foi campeão gaúcho nos anos de 1931 e 1932. Em 1940 foi presidente do Grêmio.
A partir de junho de 1946 seguiu Emérico Hirschl, que foi para México, como técnico do Cruzeiro portoalegrense.
Fez parte, como conselheiro fiscal, da primeira diretoria da Associação dos Especializados em Educação e Desportos do Rio Grande do Sul (AEEFD/RS), eleita em 20 de março de 1947, sendo também um dos seus 49 sócios fundadores.
Comandou novamente o Grêmio, entre 1951 e 1954, inclusive na excursão pelo México, Equador e Colômbia, com cinco vitórias, seis empates e apenas duas derrotas em treze jogos, entre dezembro de 1953 e janeiro de 1954.
| “ | Ganhar ou perder é do jogo. O importante é jamais sair de campo sem a certeza de ter dado o máximo de esforço e dedicação em defesa da gloriosa camisa tricolor do Grêmio!" | ” |